# چاه رحیم جمشید زهی
چاه رحیم جمشید زهی یا دزی چاه روستایی در دهستان چشمه زیارت بخش مرکزی شهرستان زاهدان استان سیستان و بلوچستان ایران است.

## جمعیت
بر پایه سرشماری عمومی نفوس و مسکن در سال ۱۳۹۵ جمعیت این روستا ۱۵ نفر (۵خانوار) بوده‌است.